# 比加
比加（希伯來語：פקח，？—前732年）天主教譯為培卡黑，是古代中東國家北以色列王國的君主。他的父親是利瑪利（列王紀下15:27）。

## 登年早期
比加在位的年期，目前歷史上有兩種講法：
1. 費毅榮（英语：Edwin R. Thiele）認為是從前736年到前732年；
2. 威廉·奧爾布賴特（英语：William F. Albright）認為是從前737年到前732年。

## 聖經相關章節
- 《列王紀下》第15章:27-31節